# Смородина двуиглая
Сморо́дина двуи́глая, или таранушка (лат. Ribes diacanthum) — кустарник, вид растений рода Смородина (Ribes) семейства Крыжовниковые (Grossulariaceae).
В некоторых источниках упоминается как Ribes diacantha, так как первоначально была описана Палласом под этим названием.

## Ареал
Растёт в восточном Забайкалье, а также на северо-востоке Монголии, в Китае и на севере Кореи.

## Ботаническое описание
Двудомный кустарник высотой 1—2 м. Побеги прямые, железистые, с парными шипами длиной до 5 мм в узлах (отсюда её видовое название), междоузлия без колючек или с редкими тонкими шипиками. Почки коричневые, яйцевидные, длиной 3—5 мм, без опушения.
Листья длиной 1,5—3,5 см, обратнояйцевидные в очертании, 3-лопастные, с клиновидным основанием. Край листа с крупными редкими зубцами. Листовая пластинка голая с обеих сторон, сверху тёмно-зелёная, блестящая, снизу беловатая. Черешки длиной до 2 см.
Цветёт в мае—июне. Мужские цветочные кисти поникающие, длиной 3—6 см, с 10—20 цветками, женские более короткие (1—2,5 см), с 10—15 цветками. Ось соцветия и цветоножки железистые. Окраска цветков желтовато-зелёная.
Плоды — ягоды диаметром 5—9 мм, от красного до красновато-чёрного цвета, без опушения. Созревают в августе.
Смородина двуиглая растёт на каменистых степных склонах, осыпях, песках в долинах рек.